# Lemwa
Die Lemwa (russisch Ле́мва) ist ein linker Nebenfluss der Ussa in der Republik Komi in Nordwestrussland.

## Flusslauf
Die Lemwa entspringt an der Westflanke des Subpolarurals. Sie fließt in nordnordöstlicher Richtung entlang der Westflanke des Uralgebirges, bis sie auf die nach Westen fließende Ussa trifft. Die Lemwa hat eine Länge von 180 km. Ihr Einzugsgebiet umfasst 9650 km². Wichtige Nebenflüsse der Lemwa sind Nerzeta von links, sowie Grubeju, Charuta, Paga und Junjacha von rechts.